# 宮本愛子 (アナウンサー)
宮本 愛子（みやもと あいこ、1970年7月4日 - ）は、NHKの管理職で、元アナウンサー。

## 人物
田園調布雙葉高等学校を経て上智大学卒業後、1993年入局。海外生活の経験もあり。
2015年2月末にてNHK甲府放送局からラジオセンターに異動。今後はアナウンサーを退いてラジオ番組制作業務を中心に活動することを明らかにしている。
NHK水戸放送局の副局長を経て2023年2月28日から局長に昇任した。
2024年6月10日付で本部に戻り、監査委員会事務局局長に就任した。

## 過去の担当番組
- イブニングネットワークやまなし
- NHKニュースおはよう日本 中継リポーター
- ゆうどきネットワーク ニャンカメが行く!リポーター
- NHK週刊ニュース
- 趣味の園芸（ - 2008年3月）
- 趣味悠々「石川鷹彦のもう一度はじめよう!フォークギター再入門」
- 首都圏ネットワーク【キャスター】
  - 滝島雅子の代理：2001年8月20日 - 31日
  - 内藤裕子の代理：2006年8月28日 - 9月1日
- 小さな旅（2008年9月 - 2010年3月）
- ニュース7　日曜・ニュースリーダー（ - 2010年3月）
- 気象通報　16時放送分日曜日
- ITホワイトボックス（2009年4月 - 9月、再放送:10月 - 3月） ナレーター
- 歴史は眠らない「婚活白書」（2010年8月）ナレーター
- どよう楽市 （2010年4月 - 2011年3月）パーソナリティ
- ITホワイトボックスⅡ（2010年度）ナレーター
- 今日は一日“ハードロック／ヘビーメタル”三昧V（2013年12月23日）司会
- 山梨県のニュース
- 金曜山梨（編集責任者）
- Newsまるごと山梨（編集責任者、キャスター代行）
- 放送部副部長（アナウンス統括）
- 甲府放送局制作番組の編集責任者

※この他、地上波テレビ・AM・FM各放送のコールサインのアナウンスも担当。